# Epitettix
Epitettix is een geslacht van rechtvleugeligen uit de familie doornsprinkhanen (Tetrigidae). De wetenschappelijke naam van dit geslacht is voor het eerst geldig gepubliceerd in 1907 door Hancock.

## Soorten
Het geslacht Epitettix omvat de volgende soorten:
- Epitettix dammermanni Günther, 1939
- Epitettix elytratus Günther, 1939
- Epitettix emarginatus Haan, 1842
- Epitettix fatigans Günther, 1938
- Epitettix humilicolus Günther, 1938
- Epitettix lativertex Günther, 1938
- Epitettix punctatus Hancock, 1907
- Epitettix spheniscus Günther, 1974
- Epitettix striganovae Storozhenko, 2012
- Epitettix tamilus Günther, 1939
- Epitettix tumidus Günther, 1938